# 1130.
1130. je četrto desetletje v 12. stoletju med letoma 1130 in 1139. 